# Oriol Ripol Fortuny
Oriol Ripol Fortuny (Barcelona, 6 de septiembre de 1975) es un jugador de rugby español que jugó de ala en varios equipos, llegando a ganar la liga inglesa con los Sale Sharks y también jugó en el mítico equipo de invitación Barbarian F.C.. Se formó en las categorías inferiores de uno de los clubes más antiguos de España, el Barcelona Universitari Club (BUC).

## Biografía
Es hijo de un exjugador de rugby del Fútbol Club Barcelona. Pronto, tanto él como su hermano, comienzan a practicar el deporte del balón ovalado, dejando de lado el fútbol, el deporte más popular en la ciudad condal. Comienza muy temprano, a la edad de 5 años, en el Barcelona Universitari Club (BUC), donde se forma como jugador hasta su llegada a la universidad.
En 1995, recién cumplidos los 20 años, se embarca en una nueva aventura en las antípodas españolas: decide irse a estudiar inglés a la Universidad de Auckland (Nueva Zelanda), tierra de grandes nombres de la escena rugbística internacional como Tana Umaga o Dan Carter. En este país descubre que allí el rugby es considerado como una forma de vida y no un simple deporte. Tras dos años en la cuna del rugby mundial, Oriol, decide volver a España y participa con el club que le vio nacer en la liga española. Tras un año en el B.U.C. decide recalar en otro club histórico catalán, la Unió Esportiva Santboiana con la que participa en la máxima categoría del rugby español durante toda esa temporada 1998-1999. Al finalizar dicha temporada, participa con el combinado nacional español en el Mundial de Gales de 1999 (única cita a la que ha acudido Selección de rugby de España hasta la fecha). Debió de gustarle el clima o el paisaje, porque ese mismo año ficha por el club galés Bridgend RFC de la ciudad galesa de Bridgend al sur de Gales a medio camino entre Cardiff y Swansea. Tras un año en la disciplina británica, vuelve a España a participar en el germen (malogrado) del profesionalismo del rugby español el M.A.R.U actualmente denominado Mercedes Benz España Alcobendas con los que alcanza, el mismo año de su ascenso, el cuarto lugar de la liga de División de Honor. Tras este efímero paso por la liga española, vuelve a las islas británicas, recalando en el Rotherham Rugby club inglés de la National Division One (segunda división inglesa) con el que obtiene el ascenso, ese mismo año, a la Zurich Premiership (actualmente denominada Guinness Premiership) tras proclamarse campeones de dicha división. Sin embargo, él no los acompañará en dicha experiencia ya que decide cruzar el Canal de la Mancha y probar suerte en el Mont de Marsan de la liga francesa pero un problema con el pago de su contrato, le convence para volver a Rotherham, aunque no con su equipo anterior, ya que, tras marcar 70 puntos, anotando 14 ensayos, la temporada anterior, el Northampton Saints se fijó en él y lo fichó para que participara, por primera vez un español, en la Zurich Premiership, la máxima categoría de rugby de Inglaterra y de Europa. Tras dos temporadas con los Saints se queda sin equipo y vuelve al Rotherham Rugby, donde permanece desde noviembre de 2004 hasta enero de 2005 jugando otra vez en National Division 1. Sin embargo, en febrero le llaman los Sale Sharks de la Zurich Premiership con los que completa la temporada 2005 y pasa a formar parte de la plantilla de forma permanente ganando el título de Liga (primera con el nombre de Guinness Premiership) en la temporada siguiente (2005-2006), marcando un ensayo en la final, y la European Challenge Cup de 2005.
En junio de 2010, Oriol Ripol anunciaba su fichaje por Worcester Warriors, equipo recién descendido de la Guinness Premiership y con el que logró el ascenso en esa misma temporada.

## Carrera profesional
La carrera profesional de Oriol Ripol se caracteriza por el carácter viajero de este jugador, habiendo jugado al rugby a lo largo y ancho del mundo.
También destaca, por su calidad, las veces que fue internacional y su renuncia, por convicción personal, a seguir jugando con la selección nacional.

### Clubes
| Temporada(s) | Club                        | Partidos | Titular | Puntos |
| ------------ | --------------------------- | -------- | ------- | ------ |
| 1980-1994    | Barcelona Universitari Club |          |         |        |
| 1995-1997    | Auckland University         |          |         |        |
| 1997-1998    | Barcelona Universitari Club |          |         |        |
| 1998-1999    | Unió Esportiva Santboiana   |          |         |        |
| 1999-2000    | Bridgend Rugby              |          |         |        |
| 2000-2001    | Moraleja Alcobendas R.U.    |          |         |        |
| 2001-2002    | Rotherham Rugby             | 17       | 13      | 70     |
| 2002-2004    | Northampton Saints          | 40       | 29      | 35     |
| 2004-2005    | Rotherham Rugby             | 7        | 5       | 5      |
| 2005-2009    | Sale Sharks                 | 90       | 77      | 130    |
| 2010-2011    | Worcester Warriors          | 5        | 3       | 5      |

### Selecciones
Debutó con la selección española en 1996 con 21 años de edad. Tras varios años siendo fijo en las convocatorias en 2003, tras su fichaje con los Northampton Saints renunció finalmente a jugar con la camiseta nacional.
Posteriormente, matizó sus declaraciones y explicó que fue todo un episodio económico y de que los seleccionadores españoles tampoco le han llamado para conocer su situación personal.
Fue un jugador habitual de la selección española de rugby a 7 (seven) hasta el momento en el que decidió no participar más con la selección por motivos deportivos. Tras ello, el seleccionador actual (2009) de esta modalidad, José Ignacio Inchausti,y antiguo compañero de selección de Oriol durante el mundial, le llamó tanto para el Campeonato de Europa de 2008 como para el de 2009, teniendo que rechazar su participación en 2008 por una inoportuna lesión y confirmó su participación en la edición de 2009.
El 6 de marzo de 2003 fue seleccionado para disputar un partido benéfico con los "Barbarians" en el que se enfrentaron a los London Irish, en este partido se homenajeó al neozelandés Jarrod Cunningham y se recaudó dinero para la asociación que preside. El 13 de enero de 2009, vuelve a recibir una invitación para jugar con este equipo tan especial pero al final debe de declinar su actuación con este equipo porque los Sale Sharks tenían un partido aplazado de la Guinness Premiership al que él fue convocado.

## Palmarés

### Clubes
Durante, todo este periplo por los distintos clubes y países Oriol Ripol puede presumir de tener el siguiente palmarés:
- 1 Guinness Premiership con Sale Sharks en 2006
- 1 European Challenge Cup con Sale Sharks en 2005
- 1 RFU Championship con Worcester Warriors en 2011 (ascenso)
- 1 RFU Championship con Rotherham Rugby en 2002 (ascenso)

### Selecciones
Los equipos para los que ha sido seleccionado para jugar son:
- En 1996 debutó con la selección española de rugby
- Elegido en 2003 para formar parte del equipo Barbarian F.C. para jugar un partido amistoso contra los London Irish.
- Logró 3 ensayos (15 puntos) en su única participación con los Barbarians.
- En enero de 2009 fue elegido para participar en otro partido con el equipo de los Barbarians, pero tuvo que declinar la invitación por un compromiso anterior con su club (Sale Sharks)